# Pezzi di artiglieria più grandi per calibro
Questa lista dei più grandi pezzi di artiglieria per calibro elenca i pezzi di artiglieria realizzati nel corso della storia, in ordine di calibro decrescente, separati in base al tipo di proiettili.

## Proiettili in pietra o metallo
Cannoni di calibro notevole che sparavano proiettili in pietra sono stati realizzati in Europa occidentale durante il XIV e XV secolo, seguendo la logica di aumentare l'efficacia aumentando le dimensioni e dando vita a gigantesche bombarde in ferro o bronzo.  Nel XVI secolo si ebbe la transizione dai proiettili in pietra ai più compatti ed efficaci proiettili in metallo. La tendenza a realizzare cannoni dalla ricarica rapida e con calibri standardizzati rese presto le bombarde obsoleti oggetti da esposizione.
| | Calibro (mm) | Nome                   | Tipo     | Data di realizzazione  | Paese                                   | Produttore            |
| --- | ------------ | ---------------------- | -------- | ---------------------- | --------------------------------------- | --------------------- |
| Lo Zar-puška | 890          | Zar-puška              | Bombarda | 1586                   | Russia                                  | Andrey Chokhov        |
| Pumhart von Steyr, visto da dietro                                                                                           | 820          | Pumhart von Steyr      | Bombarda | Inizio del XV sec.     | Casa d'Asburgo                          |                       |
| Incisione di Johann Georg Beck del 1714. La scritta in alto reca: "Il più grande cannone di Germania, chiamato Faule Metze". | 735          | Faule Mette            | Bombarda | 1411                   | Città di Brunswick, Sacro Romano Impero | Henning Bussenschutte |
| Il Dulle Griet a Gand, vicino alla piazza del Mercato del Venerdì, nella città antica                                        | 660          | Dulle Griet            | Bombarda | Prima metà del XV sec. | Città di Gand, Sacro Romano Impero      |                       |
| Cannone dei Dardanelli smantellato nel 2007 a Fort Nelson                                                                    | 650          | Cannone dei Dardanelli | Bombarda | 1464                   | Impero ottomano                         | Munir Ali             |
| | 520          | Faule Grete            | Bombarda | 1409                   | Ordine dei Cavalieri Teutonici          | Heynrich Dumechen     |
| Mons Meg con i suoi proiettili da 50 cm di calibro                                                                           | 520          | Mons Meg               | Bombarda | 1449                   | Ducato di Borgogna                      | Jehan Cambier         |
| Bombarda di bronzo dei Cavalieri Ospedalieri nel 1480.                                                                       | 510          |                        | Bombarda | 1480                   | Cavalieri Ospitalieri                   |                       |

## Proiettili esplosivi
Nell'era industriale vennero introdotti i proiettili esplosivi, e l'evoluzione della metallurgia e dell'ingegneria permisero di realizzare cannoni di dimensioni notevoli. Nel secondo dopoguerra lo sviluppo dell'artiglieria di calibro notevole è stato abbandonato a favore dell'industria missilistica.
|                                                                                              | Calibro (mm) | Nome                        | Tipo                | Data di realizzazione | Paese                           | Produttore               |
| -------------------------------------------------------------------------------------------- | ------------ | --------------------------- | ------------------- | --------------------- | ------------------------------- | ------------------------ |
| Little David alla prova sul campo a Aberdeen                                                 | 914          | Little David                | Mortaio             | 1945                  | Stati Uniti                     |                          |
| Mortaio di Mallet con granata da 36 pollici contenente 480 libbe (217kg) di polvere da sparo | 910          | Mortaio di Mallet           | Mortaio             | 1857                  | Regno Unito                     | Robert Mallet            |
|                                                                                              | 800          | Schwerer Gustav/Dora        | Cannone ferroviario | 1941                  | Germania nazista                | Krupp                    |
| Il Mortier monstre                                                                           | 600          | Mortier monstre             | Mortaio             | 1832                  | Francia                         | Henri-Joseph Paixhans    |
| 60 cm Karl-Gerät sparando su Varsavia, Agosto 1944                                           | 600          | Karl-Gerät                  | Obice               | 1940                  | Germania nazista                | Rheinmetall              |
|                                                                                              | 533          | 53 cm/52 Gerät 36           | Cannone navale      | 1941                  | Germania nazista                | Krupp                    |
|                                                                                              | 520          | Obusier de 520 modèle 1916  | Obice su rotaia     | 1918                  | Francia                         | Schneider et Cie         |
|                                                                                              | 508          | 508 mm/9.6                  | Cannone navale      | 1868                  | Impero russo                    |                          |
| La corazzata giapponese Yamato in fase di costruzione                                        | 460          | 40 cm/45 Type 94            | Cannone navale      | 1940                  | Impero giapponese               |                          |
| Boche Buster a Catterick, 12 dicembre 1940                                                   | 457.2        | BL 18 inch railway howitzer | Obice su rotaia     | 1920                  | Regno Unito                     | Elswick Ordnance Company |
|                                                                                              | 457          | BL 18 inch / 40 naval gun   | Cannone navale      |                       | Regno Unito                     |                          |
| L'unico cannone Malta 100 t (17.75 in) rimanente si trova a Fort Rinella.                    | 450          | RML 17.72 inch gun          | Cannone             | 1877                  | Regno Unito                     | Armstrong Whitworth      |
| Una delle prime Grande Berta pronta a fare fuoco                                             | 420          | Grande Berta                | Obice               |                       | Impero tedesco                  | Krupp                    |
| Gamma-Gerät                                                                                  | 420          | 42 cm Gamma Mörser          | Mortaio             |                       | Impero tedesco/Germania nazista | Krupp                    |
| 2B1 Oka                                                                                      | 420          | 2B1 Oka                     | Mortaio             | 1957                  | Unione Sovietica                |                          |
| Uno dei cannoni da 41 cm esposto al Yamato Museum                                            | 410          | 40 cm/45 3rd Year Type      | Cannone navale      |                       | Impero giapponese               |                          |
| Cannone di difesa costiera da 16 pollicial the US Army Ordnance Museum                       | 406          | M1919 Kaliber               | Cannone             | 1920                  | Stati Uniti                     |                          |
| Cannone del HMS Rodney alla massima elevazione, 1940                                         | 406          | BL 16 inch Mk I naval gun   | Cannone navale      | 1927                  | Regno Unito                     |                          |
| cannone Batterie Lindemann, 1942                                                             | 406          | 40,6 cm SK C/34 Adolfkanone | Cannone navale      |                       | Germania nazista                | Krupp                    |
| Cannoni da 16 pollici su torretta                                                            | 406          | 16"/50 caliber Mark 7 gun   | Cannone navale      | 1943                  | Stati Uniti                     |                          |
|                                                                                              | 406          | 2A3 Kondensator 2P          | Obice               | 1956                  | Unione Sovietica                |                          |
| Cannone da 406 su affusto sperimentale PM-10                                                 | 406          | 406 mm/50 B-37              | Cannone navale      | 1941                  | Unione Sovietica                |                          |